# Godwin Friday

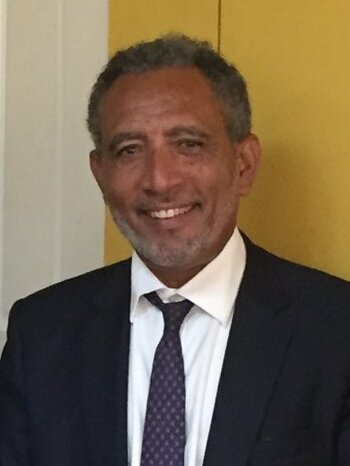
Godwin Friday

Godwin Elliot Loraine Friday (* 1959 in Bequia) ist ein Politiker aus St. Vincent und die Grenadinen.
Friday hat promoviert. Er vertrat ab dem 17. April 2001 den Wahlkreis Northern Grenadines im House of Assembly. Er ist Mitglied der New Democratic Party.